# Campeonato Curdistanês de Futebol de 2016-17
A Kurdistan Premier League 2016-17 foi a 11ª edição oficial da principal divisão do Campeonato Curdistanês de Futebol. Foi organizada pela Associação de Futebol do Curdistão Iraquiano.
O torneio foi vencido pela equipa Hawler Peshmerga, que conquistou seu primeiro título na história. O clube havia sido o vice-campeão na temporada anterior.

## Sistema de Disputa
Os 14 times jogam entre si em turno e returno. A equipe campeã é aquela que somar mais pontos nas partidas. Ao final do torneio, as duas piores equipes do campeonato são rebaixadas para a Divisão 1, que é o segundo nível do campeonato curdistanês.

## Premiação
| Campeonato Curdistanês de Futebol de 2016-17 |
| -------------------------------------------- |
| Hawler Peshmerga Campeão (1º título)         |

## Ligações Externas
- Kurdistan FA - Página oficial no Facebook (em curdo)